# Julita kyrka
Julita kyrka är en kyrkobyggnad i Julita distrikt i Strängnäs stift. Den är församlingskyrka i Katrineholmsbygdens församling. Kyrkan ligger 2,5 mil nordväst om Katrineholm. Julita kyrka har troligtvis ända från början fungerat som församlingskyrka. Munkarna i det närbelägna Saba kloster sedermera Julita kloster, hade en egen kyrka som revs efter reformationen.

## Kyrkobyggnaden
Kyrkan med torn är till sina äldsta delar från ca 1200 och den förlängdes mot öster samt försågs med sakristia troligen på 1300-talet. Valven tillkom på 1500-talet. I den treskeppiga kyrkan finns rester av den romanska kyrkan kvar inkapslade i grunden till det västra koret. I koret syns även det Ryningska gravmonumentet från tidigt 1600-tal.
På 1600-talet dekorerades kyrkans valv med blomrankor och bibliska bilder av en målare som endast är känd som "Julitamästaren". Målningarna, som senare överkalkades, togs fram under 1900-talets första år, men tyvärr blev restaureringen alltför okänsligt utförd.
Omkring 1690 byggdes ett gravkor i söder. Predikstolen är från 1720-talet medan korsarmarna tillbyggdes 1723. Koret stod klart 1763, samma år som altaruppsatsen tillkom.

## Inventarier
- Kalkmålningar från omkring 1600.
- Predikstol från 1720-talet, donerad på 1730-talet av Conrad Ribbing och makan Ebba Charlotta Douglas
- Altaruppsats från 1763, gåva av von Ungern-Sternberg.
- Ryningska gravmonumentet i koret från tidigt 1600-tal.

## Orglar
Kronologi:
- 1769: Orgelbyggare Carl Wåhlström, Stockholm, (1725-1785) bygger en 12-stämmig orgel.
- 1857: Bakom Wåhlströms fasad bygger kompanjonerna Åkerman & Setterquist, Strängnäs om den tidigare orgeln. 12 stämmor.
- 1907: Bakom samma fasad bygger orgelbyggare Johannes Magnusson (1852-1923), Göteborg, en ny 14-stämmig orgel.
- 1961: Firma Åkerman & Lund, Knivsta, bygger ny orgel bakom Carl Wåhlströms fasad, som utökas med ryggpositiv.[3] Wåhlströms fasadpipor gör åter ljudande. Instrumentet erhåller mekanisk traktur och registratur.

Disposition:
| Huvudverk (II) C-g³ | Ryggpositiv (I) C-g³ | Svällverk (III) C-g³ | Pedalverk C-f¹ | Koppel |
| Principal 8'        | Rörgedackt 8'        | Rörflöjt 8'          | Subbas 16'     | I/P    |
| Gedackt 8'          | Kvintadena 8'        | Gemshorn 4'          | Gedackt 8'     | II/P   |
| Oktava 4'           | Principal 4'         | Principal 2'         | Oktava 4'      | III/P  |
| Rörflöjt 4'         | Gemshorn 2'          | Ters 1 3/5'          | Nachthorn 2'   | II/I   |
| Oktava 2'           | Sifflöjt 1'          | Kvinta 1 1/3'        | Mixtur III ch. | III/I  |
| Mixtur III-IV ch.   | Scharf II-III ch.    | Cymbel III ch.       | Fagott 16'     |        |
| Trumpet 8'          |                      | Dulcian 8'           |                |        |
|                     |                      |                      |                |        |
|                     | Tremolo              |                      |                |        |
|                     |                      | Tremolo              |                |        |

## Bilder

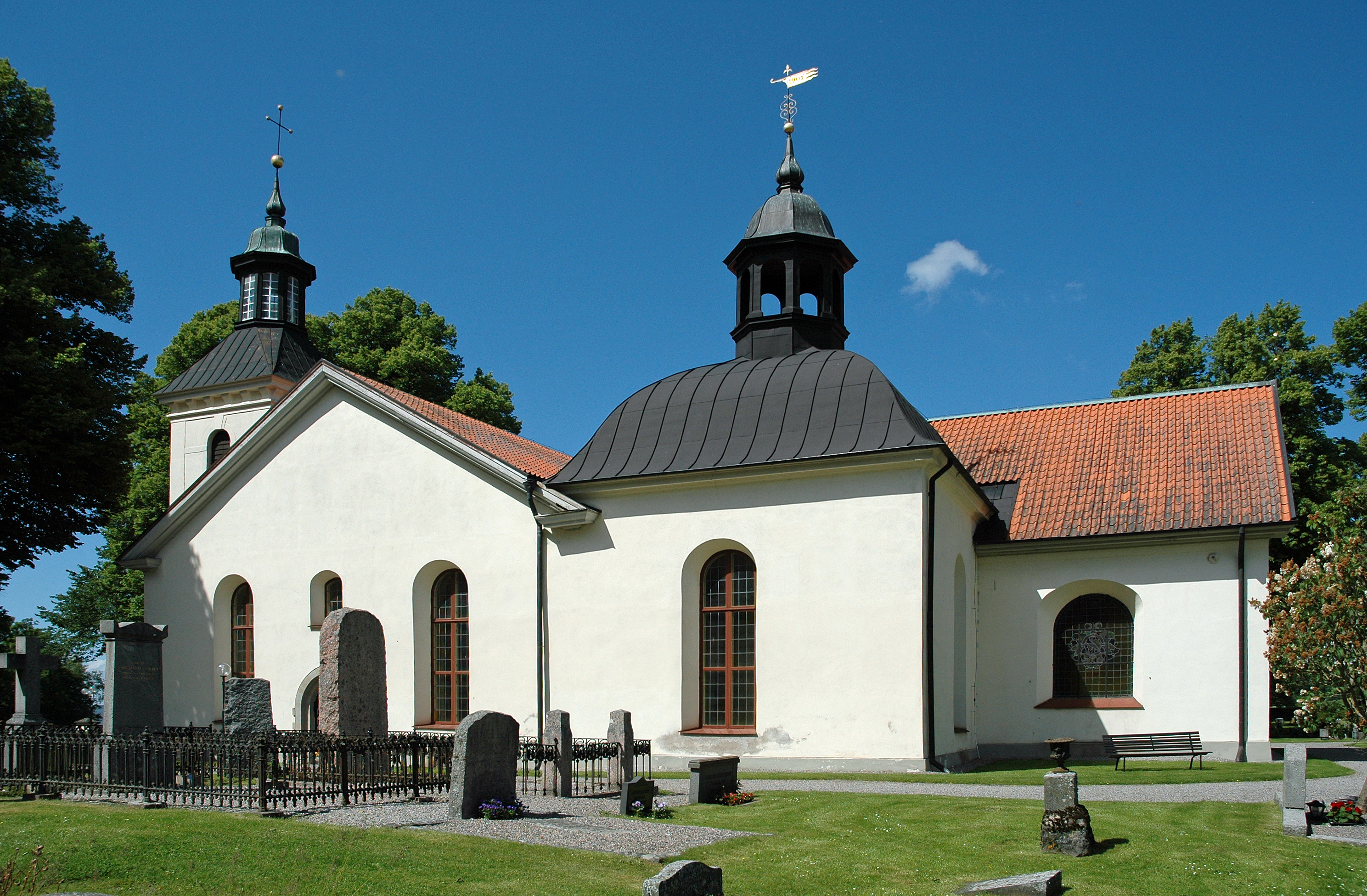
Vy från sydost.
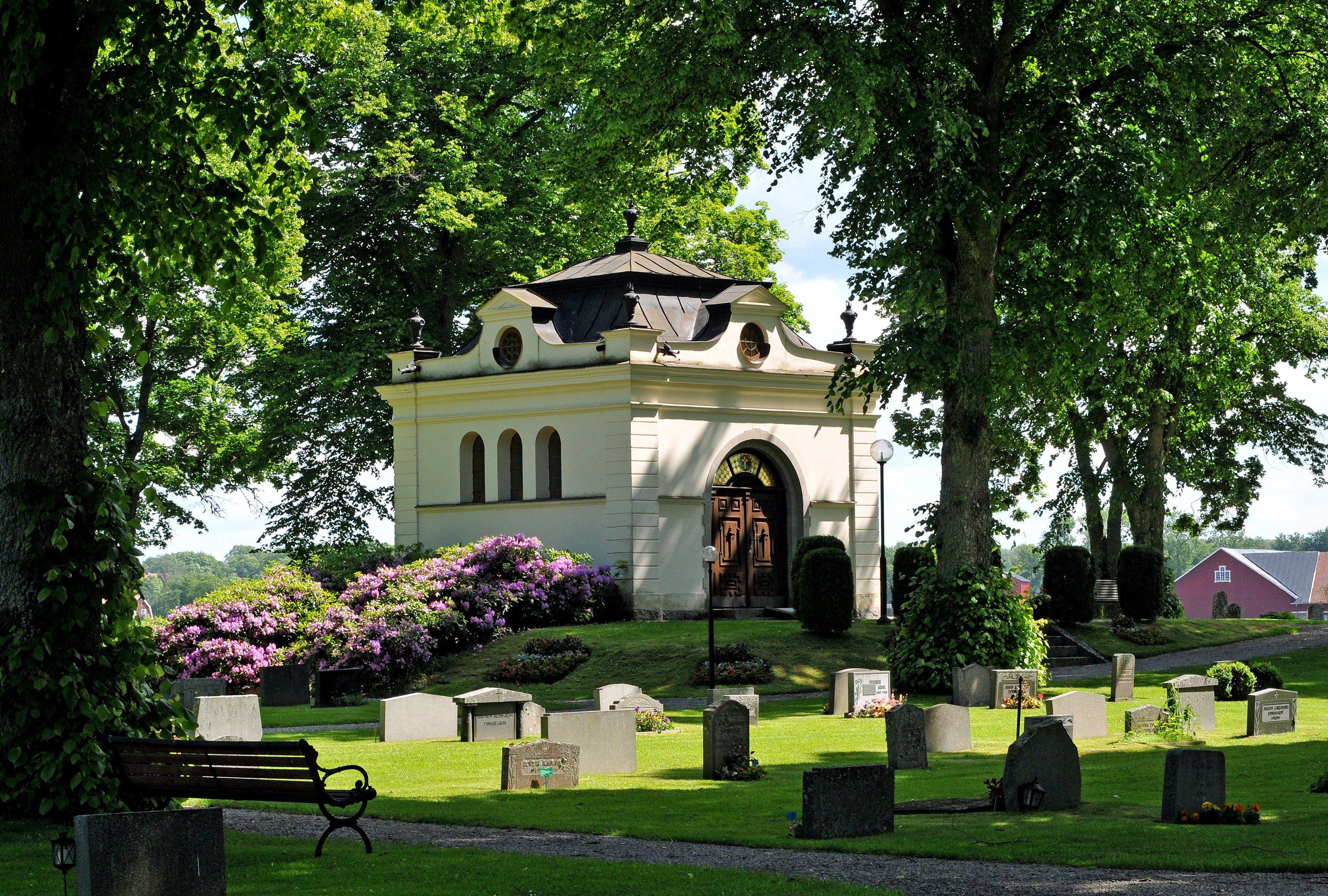
Gravkapell från 1907.